# Fort d'Ivry

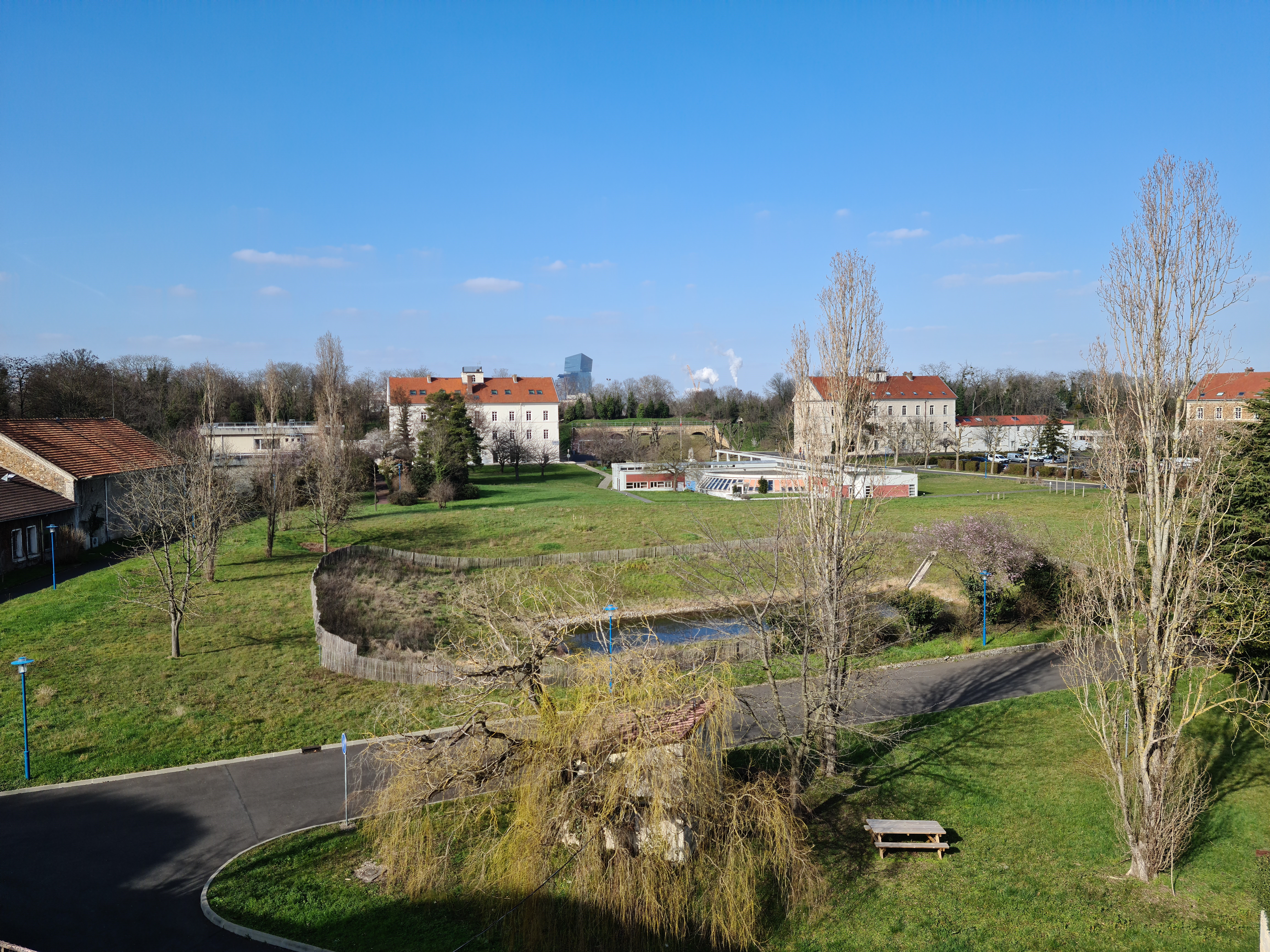
Fort d'Ivry, vue globale en direction de la porte de Vitry de Paris

Le fort d'Ivry est l'un des seize forts détachés de l'enceinte de Thiers qui protégeaient Paris durant la seconde moitié du XIXe siècle, situé à Ivry-sur-Seine, dans le Val-de-Marne, à 3,9 km au sud du mur d'octroi.

## Histoire
Le fort d'Ivry est construit de 1841 à 1846 (sous le règne de Louis-Philippe).
Bâti sur les plans de François Nicolas Benoît Haxo, d’une superficie intérieure de 0,10 km2, il se situe à l’extrémité du plateau d'Ivry et forme un éperon entre les vallées de la Bièvre et de la Seine. Il est modifié après la guerre de 1870 afin de défendre Paris.
Dans les années 1960, c'est dans son enceinte que sont passés par les armes en l'espace de huit mois deux officiers membres de l'Organisation armée secrète (OAS) reconnus coupables d'attentat : Roger Degueldre, exécuté le 28 juin 1962 pour l'assassinat de Château-Royal et Jean-Marie Bastien-Thiry, exécuté le 11 mars 1963 pour sa double tentative d'assassinat contre Charles de Gaulle à Pont-sur-Seine et au Petit-Clamart. Ils furent ainsi les deux derniers condamnés à mort fusillés en France.

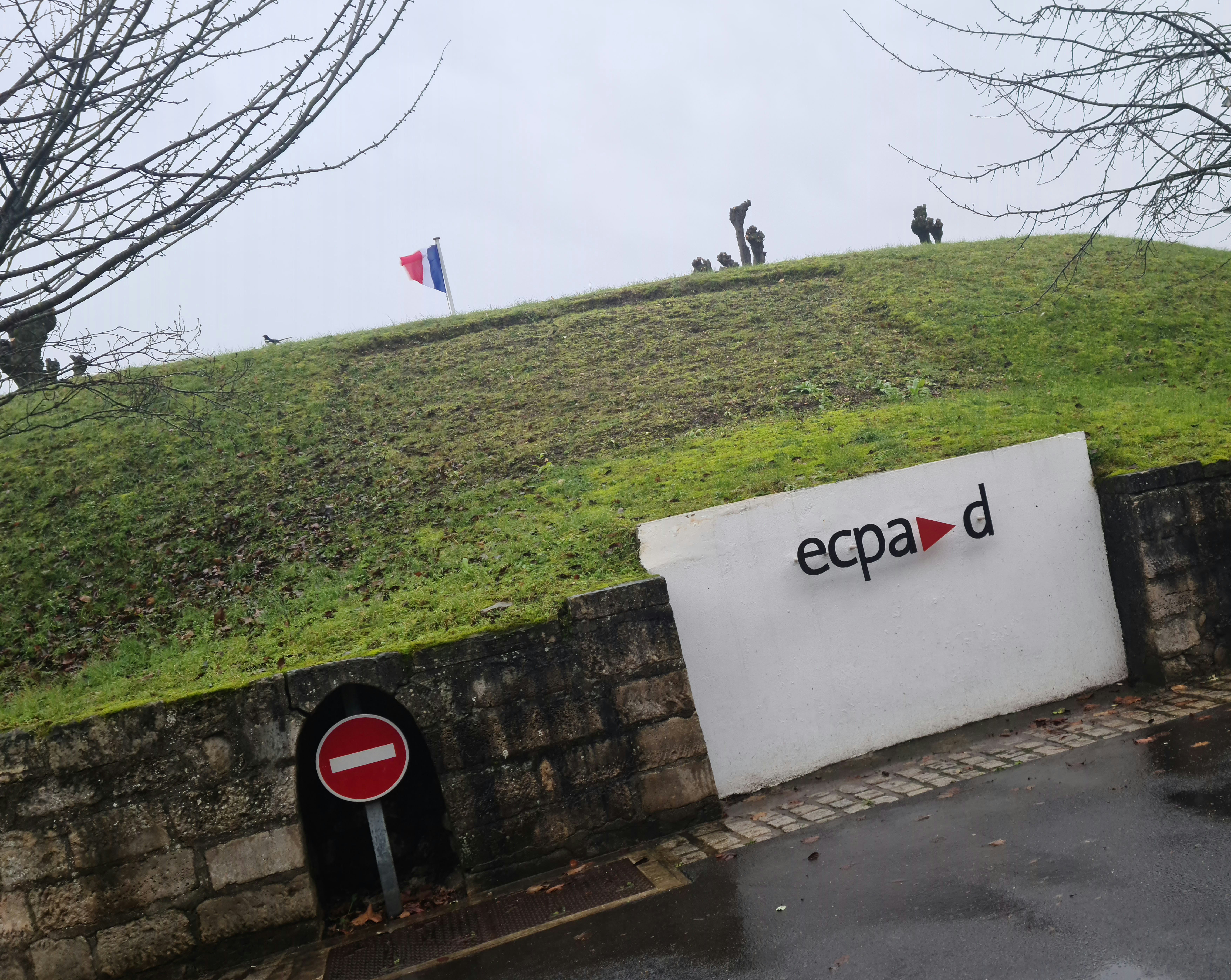
Entrée de l'ECPAD (Établissement de Communication et de Production Audiovisuelle de la Défense) au fort d'Ivry

### Aujourd'hui
Le fort appartient au ministère de la Défense et l'Établissement de communication et de production audiovisuelle de la Défense (ECPAD) l'occupe depuis 1946.
Les fossés du fort accueillent quelque 250 jardins ouvriers répartis sur 7,5 hectares et gérés par une association. L'espace occupé par les jardins est classé espace naturel sensible par le département du Val-de-Marne depuis 1991.